# Thirteen Records
Thirteen Records é uma gravadora independente brasileira de punk rock fundada em 1995 pelo vocalista da banda de horror punk Zumbis do Espaço, André Tauil, na cidade de Taubaté, São Paulo..

## História
A Thirteen Records foi fundada em 1995 pelo músico André Tauil com a finalidade de lançar o álbum de estreia "A Invasão" da sua banda de horror punk Zumbis do Espaço. "A Invasão" tem uma sonoridade focada em música country e rockabilly, que contrastam com as histórias pesadas retratadas nas letras das músicas. O álbum repercutiu na cena underground com as músicas "Nos braços da vampira", "Mato por prazer" e "Enquanto eu defecar", com a boa recepção do disco, outras bandas começaram a procurar o selo.
A primeira banda que assinou contrato foi o Street Bulldogs em 1998, que lançou seu primeiro álbum de estúdio no mesmo ano. Depois, várias outras bandas começaram a integrar o selo como Carbona, Muzzarelas, Forgotten Boys, Garage Fuzz, Crazy Legs, Hateen, Holy Tree, Lava Hats, Magaivers, Gee Strings entre outros.
Outros lançamentos de sucesso independente incluem o álbum "Gimme More" de Forgotten Boys, lançado em 2003 e produzido pelo baixista do CPM 22, Fernando Sanches, sendo elogiado pela crítica especializada e também tendo um videoclipe indicado na categoria de “melhor clipe independente” no prêmio VMB de 2003 da MTV, e o álbum "Taito não engole fichas" da banda Carbona, que foi o vencedor do Prêmio Dynamite 2004, na categoria "Melhor Disco de Punk Rock".
Afetada pela crise da indústria fonográfica nos anos 2000, a partir de 2006 a gravadora passou a focar apenas em lançamentos de Zumbis no Espaço, voltando a lançar álbuns de outras bandas somente em 2012.